# Ernie Wilkins
Ernest Brooks Wilkins Jr. (20. juli 1922 – 5. juni 1999) var en amerikansk jazzarrangør og -komponist, der også spillede tenorsaxofon. Han er bedst kendt for sit arbejde sammen med Count Basie. Han skrev også numre til Tommy Dorsey, Harry James, og Dizzy Gillespie. Ud over at komponere, var han også musikalsk leder på album med Cannonball Adderley, Dinah Washington, Oscar Peterson, og Buddy Rich. I 1981 modtog han Ben Webster Prisen.

## Tidlige karriere
Wilkins blev født i St. Louis, Missouri. I sin tidlige karriere spillede han i et militærband før han sluttede sig til Earl Hines' sidste big band. I 1951 begyndte han at arbejde sammen med Basie. Efter 1955 gik han over til at lave free-lance-arbejde som jazzarrangør og -komponist, da han var meget efterspurgt på den tid. Hans succes mindskedes i 1960'erne, men steg igen efter han arbejdede sammen med Clark Terry. Dette ledte til en europatour.

## Sidste år i Danmark
Til sidst slog Wilkins sig ned i København, hvor han levede resten af sit liv. I København dannede han Almost Big Band så han kunne komponere til et band han selv havde bestemt sammensætningen af. Ideen var delvist inspireret af hustruen Jenny. København havde en levende jazzscene med adskillige lovende jazzmusikere.